# Flugunfall einer Douglas DC-8 der Arax Airlines bei Kairo 1988
Der Flugunfall einer Douglas DC-8 der Arax Airlines bei Kairo 1988 ereignete sich auf einem Frachtflug der Arax Airlines von Billund nach Schardscha mit einem planmäßigen Zwischenstopp in Kairo, der am 31. März 1988 durchgeführt wurde. Die auf diesem Flug eingesetzte Maschine des Typs Douglas DC-8-55(F) stürzte dabei nach einem Triebwerksschaden beim Start in Kairo kurz hinter der Startbahn ab. Bei dem Unfall starben die vier an Bord befindlichen Insassen.

## Maschine
Bei der verunglückten Maschine handelte es sich um eine 22 Jahre alte Douglas DC-8-55(F) Jet Trader, die im Douglas-Werk in Long Beach, Kalifornien montiert wurde und deren Roll-out am 2. Februar 1966 erfolgte. Das Flugzeug trug die Werknummer 45859, es handelte sich um die 253. Douglas DC-8 aus laufender Produktion. Die DC-8 wurde am 26. Februar 1966 mit dem Luftfahrzeugkennzeichen PH-DCU auf die KLM zugelassen und wurde unter dem Taufnamen Sir Winston Churchill betrieben. Ab dem 30. Mai 1966 war die Maschine an die Philippine Airlines verleast, zum 2. August 1966 kehrte sie in die Flotte der KLM zurück und trug daraufhin auch wieder ihren durch die Fluggesellschaft vergebenen Taufnamen. Die Maschine wurde ab dem 29. September 1981 durch die Rich International Airways betrieben. Zwischenzeitlich wurde die Maschine von der United Air Leasing von der KLM abgekauft. Die Flugzeugleasinggesellschaft verkaufte die Maschine im Juli 1983 an die Rich International Airways. Am 16. September 1983 wurde die Maschine mit dem Kennzeichen N29954 auf die United Air Leasing verkauft. Zwischenzeitlich wurde die Orbis Travel Agency Inc. zur neuen Eigentümerin der Maschine und verleaste diese ab November 1983 an die sudanesische Trans Arabian Air Transport weiter. Im Februar 1985 kaufte die African Air Transport die Maschine auf, die diese ab Juni 1985 an die sudanesische Trans African Air Cargo verleaste. Ab dem 22. November 1985 war die Maschine unter dem Kennzeichen 5N-ARH für die nigerianische Arax Airlines in Betrieb.  Das vierstrahlige Langstrecken-Schmalrumpfflugzeug war mit vier Triebwerken des Typs Pratt & Whitney JT3D-3B ausgestattet.

## Insassen und Fracht
Den Frachtflug hatten lediglich vier Besatzungsmitglieder angetreten. Bei dem Flug handelte es sich um einen Tiertransport, es befanden sich mehr als 100 Rote Dänische Milchrinder an Bord.

## Unfallhergang
Mit der Maschine wurde ein Frachtflug von Billund nach Schardscha durchgeführt, wobei ein Zwischenstopp in Kairo vorgesehen war. Mit der Maschine war in Kairo bereits ein Start mit Startabbruch durchgeführt worden, ehe die Maschine erneut zum Start von der Startbahn 27R rollte. An der Maschine kam es während des Startversuchs zu einem Strömungsabriss und die DC-8 stürzte um 04:07 Uhr Ortszeit etwa 700 Meter hinter dem Startbahnende zu Boden, wobei sie zerstört wurde und alle vier Insassen starben.

## Ursache
Die Unfalluntersuchung ergab, dass es an der Maschine zu einem Triebwerksschaden und -brand an einem der Triebwerke gekommen war. Das betroffene Triebwerk sei bei dem Startversuch in Brand geraten und die Maschine daraufhin abgestürzt. Die Ermittler konnten darüber hinaus feststellen, dass auch der erste Startabbruch aus ähnlichen Gründen eingeleitet worden war.